# Cofinalidade
Em matemática, especialmente na teoria da ordem e em teoria dos conjuntos, a cofinalidade de um conjunto parcialmente ordenado (A, ≤), cf(A), é o menor dos cardinais dos conjuntos parcialmente ordenados cofinais com (A, ≤) . Dado um conjunto parcialmente ordenado (A, ≤), diz-se que um subconjunto B de A, B⊆A, é cofinal com A (com a ordem anterior restrita a B) se para cada a∈A existe um b∈B tal que a≤b. O conceito de cofinalidade foi introduzido por Felix Hausdorff em 1908.

## Cofinalidade deordinais
Seja {\displaystyle \alpha >0} um ordinal limite. Uma sequência crescente {\displaystyle \left\langle \alpha _{\xi }:\xi <\beta \right\rangle }, com {\displaystyle \beta } ordinal limite é dita cofinal com {\displaystyle \alpha } se {\displaystyle {\mbox{lim}}_{\xi \rightarrow \beta }\;\;\alpha _{\xi }=\alpha }.
De maneira similar, a cofinalidade pode ser definida para um ordinal limite {\displaystyle \alpha >0} como um ordinal limite {\displaystyle \beta }:
{\displaystyle {\mathit {cf}}\left(\alpha \right)={\mbox{o menor ordinal limite }}\beta {\mbox{ tal que existe uma }}\beta {\mbox{-sequência }}\left\langle \alpha _{\xi }:\xi <\beta \right\rangle {\mbox{ com lim}}_{\xi \rightarrow \beta }\;\;\alpha _{\xi }=\alpha }.

## Exemplos
O conjunto dos números naturais, {\displaystyle \mathbb {N} } é cofinal com o conjunto dos números reais, {\displaystyle \mathbb {R} }, com a ordem usual desses conjuntos, pois para cada número real {\displaystyle x\in \mathbb {R} }, existe um número natural {\displaystyle n\in \mathbb {N} }, tal que {\displaystyle x\leq n}. Da mesma maneira, o conjunto dos números racionais, {\displaystyle \mathbb {Q} }, também é cofinal com {\displaystyle \mathbb {R} } e todos esses conjuntos tem cofinalidade {\displaystyle \omega }.
O ordinal {\displaystyle \omega +\omega } tem cofinalidade {\displaystyle \omega }, cf({\displaystyle \omega +\omega })={\displaystyle \omega }, pois segundo a definição geral, {\displaystyle \omega } é cofinal com {\displaystyle \omega +\omega } e  {\displaystyle \aleph _{0}=\omega }. Considerando a cofinalidade de ordinais, existe a {\displaystyle \omega {\mbox{-sequência}}}
{\displaystyle \left\langle \omega +n:n<\omega \right\rangle {\mbox{ com lim}}_{n\rightarrow \omega }\;\;(\omega +n)=\omega +\omega }
De maneira análoga, {\displaystyle {\mbox{cf}}\left(\aleph _{\omega }\right)=\omega }, pois
{\displaystyle {\mbox{lim}}_{n\rightarrow \omega }\;\;(\aleph _{n})=\aleph _{\omega }}

## Propriedades
A cofinalidade tem as seguintes propriedades:
{\displaystyle {\mbox{cf}}({\mbox{cf}}(\alpha ))_{\;}\!\!={\mbox{cf}}(\alpha )}
{\displaystyle {\mbox{cf}}(\alpha )_{\;}\!\!{\mbox{ é um}}} {\displaystyle {\mbox{cardinal regular}}_{\;}\!\!}{\displaystyle {\mbox{, para todo ordinal limite }}\alpha _{\;}\!\!}
{\displaystyle {\mbox{Se }}\kappa _{\;}\!\!{\mbox{ é um cardinal infinito, então }}\kappa <\kappa ^{{\mbox{cf}}(\kappa )_{\;}}}
Deste último obtemos:
{\displaystyle {\mbox{cf}}\left(2^{\omega }\right)>\omega }